# Ариас Мендес
Ариас Мендес (А́риаш Ме́ндеш; исп. Arias Menéndez, порт. Árias Mendes; умер не ранее 924) — граф Коимбры (911/920 — не ранее 924), представитель дома Мендес (Менендес).

## Биография

### Правление
Ариас Мендес был старшим сыном первого графа Коимбры Эрменгильдо Гутьерреса. Впервые в исторических источниках Ариас упоминается около 892 года, когда он засвидетельствовал хартию епископа Асторги Ранульфо. Предполагается, что в 911 году Эрменгильдо Гутьеррес, с согласия короля Галисии Ордоньо II, передал старшему сыну власть над своими владениями, о чём свидетельствуют акты поместного собора, состоявшегося в Овьедо в этом году. Согласно другим данным, Эрменгильдо Гутьеррес сохранял титул графа Коимбры до своей смерти в 920 году.
О правлении Ариаса Мендеса почти ничего не известно: в 910-х—920-х годах он упоминается только в подписанных им документах, в том числе, в нескольких дарственных хартиях различным монастырям Галисии. Последний документ, содержащий подпись графа Коимбры, датирован 28 июня 924 года. Предполагается, что вскоре после этой даты Ариас Мендес скончался, передав власть над Коимбрским графством своему внучатому племяннику Гонсалу Монису.

### Семья
Граф Ариас Мендес был женат на Эрмесинде Гундесиндес (умерла после 947), возможно, дочери графа Луго Гундесиндо Эриса. Детьми от этого брака были:
- Гунтерико Ариас
- Эльвира Ариас (умерла после 11 июня 962) — жена графа Мунио Гутьерреса. Её дочь, Гото Мунес[исп.], не позднее 927 года стала женой короля Галисии Санчо I Ордоньеса (умер в 929)
- ещё один ребёнок